# Syrrhopodon clavatus
Syrrhopodon clavatus är en bladmossart som beskrevs av Schwaegrichen 1827. Syrrhopodon clavatus ingår i släktet Syrrhopodon och familjen Calymperaceae. Inga underarter finns listade i Catalogue of Life.